# ميا سعيد
ميا سعيد (2 يونيو 1985-) مقدمة برامج وممثلة لبنانية 

## حياتها ومشوارها المهني
درست العلوم السياسية في الجامعة اللبنانية وتلقّت دروساً خاصة في فنّ النطق على يدّ الإعلامي بسام براك.
بدأت بتقديم البرامج عام 2008 من خلال برنامج ذا مانجر من خلال يوميات المتسابقين وداخل الاستديو خلال العروض المباشرة ثم قامت بتقديم برنامج بتحلى الحياة عام 2017، شاركت في مجموعة من المسلسلات اللبنانية .

## أعمالها

### تقديم البرامج
| البرنامج     | القناة                           | العام          |
| ------------ | -------------------------------- | -------------- |
| ذا مانجر     | روتانا موسيقى                    | 2008           |
| بتحلى الحياة | ال بي سي، قناة الانتشار اللبناني | 2017- حتى الآن |
| بتحلى برمضان | ال بي سي، قناة الانتشار اللبناني | رمضان2019      |
| اليوم العيد  | ال بي سي                         | 2020           |

## في التمثيل

### في التلفزيون
| سنة الإنتاج | المسلسل      | الشخصية |
| ----------- | ------------ | ------- |
| 2012        | كيندا        |         |
| 2012        | روبي         |         |
| 2015        | كلام على ورق |         |
| 2017        | ورد جوري     |         |
| 2019        | عروس بيروت   | سارة    |
| 2020        | عروس بيروت 2 | سارة    |
| 2021        | داون تاون    |         |
| 2021        | 8 أيام       |         |
| 2021        | شريعة الغاب  |         |
| 2022        | عروس بيروت 3 | سارة    |
| 2023        | أقل من عادي  | رنا     |
| 2024        | العميل       | نور     |

### في السينما
| سنة الإنتاج | الفيلم         | الشخصية |
| ----------- | -------------- | ------- |
| 2020        | يوم إيه يوم لا |         |